# Zdravo je biti divji
Zdravo je biti divji je tretji studijski album velenjske rock skupine Res Nullius, izdan leta 1997 pri založbi Statera Records.

## Seznam pesmi
Vse pesmi je napisala skupina Res Nullius.
1. »Tu sem, da dajem« – 2:07
2. »Ženske nikol' ne čakajo« – 2:37
3. »R 'n' Roll Party« – 2:43
4. »Glas v meni« – 2:24
5. »Pasji dan« – 2:02
6. »Neukročen« – 2:18
7. »Rojen leta '72« – 2:52
8. »Dvoboj treh« – 1:45
9. »Zadnji ples« – 2:16
10. »Zadovoljstvo« – 2:29
11. »Čakam na sebe« – 3:17
12. »Želim si te krvavo« – 4:14
13. »Zdravo je biti divji« – 2:13

## Zasedba

### Res Nullius
- Zoran Benčič — vokal
- Boštjan Senegačnik — kitara, klavir
- Grega Sevnik — bas kitara
- Bojan Stopar — bobni

### Ostali
- Miro Kusačič — tamburin, ustna harmonika
- Bruno Krajcer — klavir (11)
- Janez Križaj — mastering